# فرانك موسر
فرانك موسر (بالإنجليزية: Frank Moser)‏ هو رسام رسوم متحركة ومخرج أمريكي، ولد في 1886 في أوكيتو في الولايات المتحدة، وتوفي في 1 أكتوبر 1964 في دوبز فيري في الولايات المتحدة.

## وصلات خارجية
- فرانك موسر على موقع IMDb (الإنجليزية)
- فرانك موسر على موقع قاعدة بيانات الأفلام السويدية (السويدية)
- فرانك موسر على موقع قاعدة بيانات الفيلم (الإنجليزية)
- فرانك موسر على موقع كينوبويسك (الروسية)